# بیرته وایگان
بیرته وایگان (آلمانی: Birte Weigang؛ زادهٔ ۳۱ ژانویهٔ ۱۹۶۸) شناگر اهل آلمان است.
وی در مسابقات کشوری و بین‌المللی در مجموع برندهٔ ۴ مدال طلا، ۵ مدال نقره، ۱ مدال برنز شده‌است.